# Staatsfeiertag (Kroatien)

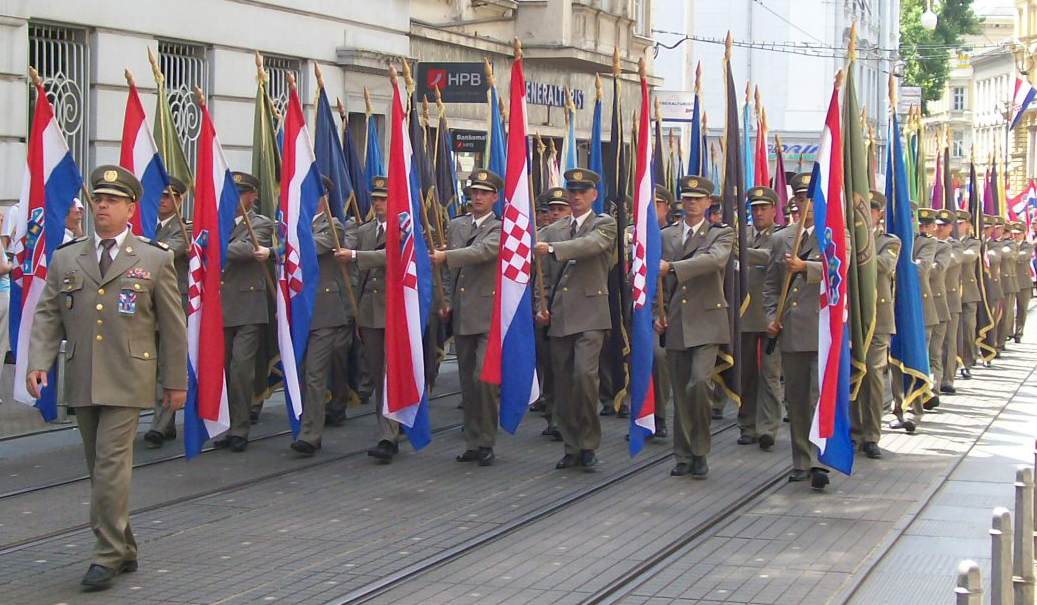
Militärparade am Staatsfeiertag in Zagreb (2008)

Der Tag der Staatlichkeit (kroatisch Dan državnosti) wird in Kroatien am 30. Mai eines jeden Jahres als nationaler Feiertag begangen.
An diesem Tag des Jahres 1990 deklarierte der Sabor, das Parlament der Republik Kroatien mit seinen zwei Kammern, die Souveränität und Selbständigkeit des Landes. Mit diesem Akt begann der Loslösungsprozess vom jugoslawischen Zentralstaat, der zu den Jugoslawienkriegen  führte.
Die vollständige staatliche Unabhängigkeit Kroatiens wurde am 18. November beschlossen und wird jedes Jahr mit dem Unabhängigkeitstag gefeiert.